# 사토촌 (이바라키현)
사토촌(佐都村)은 이바라키현 구지군에 일찍이 존재했던 촌이다.

## 지리
- 현재의 히타치오타시 남부에 해당한다.
- 촌 지역인 아부쿠마 고원의 일부에 위치하며, 산이 많은 지형이다.
- 촌에는 구지강의 지류인 사토강이 흐른다.

## 역사
- 1889년 4월 1일 - 정촌제 시행에 의해 구지군 사토촌이 성립하였다.
- 1954년 7월 15일 - 하타소메촌, 니시오사와촌, 사키쿠촌, 사타케촌, 혼다촌과 함께 오타정에 편입해, 소멸하였다. 당일 히타치오타 정으로 개칭하였고 시로 승격되어 히타치오타 시가 되었다.

| 1891년 | 1,931 |
| 1920년 | 2,322 |
| 1935년 | 2,272 |
| 1950년 | 2,777 |

## 참고문헌
- 常陸太田市史編さん委員会編『常陸太田市史 通史編 下』、常陸太田市、1983年
- 角川日本地名大辞典編纂委員会『가도카와 일본 지명 대사전 8 茨城県』、가도카와 쇼텐、1983年 ISBN 4040010809